# طواف فلاندرز 2003
طواف فلاندرز 2003 هو سباق دراجات هوائية أقيم بتاريخ 6 أبريل 2003، تكون السباق من مرحلة واحدة .. وامتدّ لمسافة 254 كم بسرعة 40.232 كم/س، استغرق السباق 6 ساعات و 18 دقيقة و 48 ثانية.